# Lepidaploa verticillata
Lepidaploa verticillata là một loài thực vật có hoa trong họ Cúc. Loài này được (Proctor ex Adams) H.Rob. mô tả khoa học đầu tiên năm 1990.